# Южный Соронг
Южный Соронг (индон. Sorong Selatan) — округ, находящийся на юго-западе индонезийской провинции Юго-Западное Папуа. Столица этого округа носит название Теминабуан. В этот округ входят восемь районов: Инанватан, Каим, Кокода, Мосварен, Савиат, Серемук, Теминабуан и Вайер.